# Molí de Pocarull
El molí de Pocarull, també anomenat molí de Pocorull, és un antic moliner fariner de Santa Coloma de Queralt, ubicat a la capçalera del riu Gaià, inscrit a l’Inventari del Patrimoni Arquitectònic de Catalunya.

## Descripció
La part alta del molí com la bassa es van enderrocar i aplanar per poder-los convertir en un camp de conreu. No es disposen de testimonis gràfics o documentals per conèixer quina era la seva forma o extensió. Actualment, en queda una estança petita i regular, feta amb volta de pedra apuntada, a la qual s’accedeix per una porta adovellada.

## Història
Josep Maria Mateu apunta que, en època medieval s’anomenava Molí de l’Arnau Pelliser. En el testament redactat el 1273, Pere de Concabella cedeix els drets que tenia sobre el molí a una dona anomenada Saurina.
El 1439 la titularitat recau en el discret Joan Pocarull, beneficiat del benefici de Sant Martí a la parroquial de Santa Coloma.Segons el capbreu d’aquest any, Pocarull era l’únic titular d’un molí a la Vila que també en tenia el dimoni. Gerard Carceller va recollir que cada any havia de donar “4,5 mitgeres i 6,5 punyeres de forment, i 4,5 mitgeres i 6,5 punyeres d’ordi” als dos senyors que tenien el domini directe del molí: el senyor de Santa Coloma i el rector de l’església.
El molí, amb les possessions annexes (séquies, conductes i preses) va ser comprat pel diputat Pelegrí Pomés Miquel el 1892.